# سان بورسين سور سيول
سان بورسين سور(اوفيرنات)سيول سانت اورسن دي سيولا) هي بلدية في اليي قسم في أوفيرني-رون ألب في وسط فرنسا. تم تسميته على اسم القديس بورسين، وهو عبد تم تحريره من القرن السادس الميلادي وكان مؤسس دير محلي.

## جغرافية
تقع البلدية 28 كيلومتر (17 ميل) شمال فيشي و 32 كيلومتر (20 ميل)جنوب مولين على الطريق الوطني9 السابق (طريق الأقسام 2009).
يشكل نهر بوبل جزءًا من الحدود الجنوبية للبلدية، ثم يتدفق إلى سيول، التي تتدفق من الشمال إلى الشمال الشرقي عبر البلدية وتعبر المدينة.

## نبيذ
يتم صنع نبيذ سان بورسين في منطقة حول البلدية.

## المخاطر الطبيعية والتكنولوجية
تتعرض المدينة لبعض المخاطر الطبيعية:
- مخاطر الفيضانات بسبب حقيقة أن نهر سيول يمر عبر المدينة. تم تسجيل آخر فيضان كبير في عام 1982.
- خطر الزلازل: منطقة منخفضة المخاطر.

فضلا عن اثنين من المخاطر الصناعية:
- نقل المواد الخطرة: طرق المقاطعات 2009 و 46 (شرقاً) تسجل حركة مرور كبيرة، بما في ذلك الشاحنات. إلى جانب ذلك، يمر خطان من أنابيب الغاز عبر المدينة.
- فشل السد: يتعلق بسد «التلاشي» الذي يمكن أن يتسبب في حدوث فيضان، حيث يشعر بالموجة بعد 4 ساعات من الانهيار.

المقاطعة بأكملها معرضة لخطر العواصف.150تم تسجيل رياح كلم/ساعة قبل عام 2000 مباشرة.
تم وضع خطتين للوقاية من المخاطر الطبيعية في حوضي «سيول» و «ألير»، وتمت الموافقة على كلتيهما على التوالي في عامي 1999 و 2008.

## شخصيات
- ولد هنا دوراندوس من سان بورسين (حوالي 1275 - 1332)، وهو عالم لاهوت وفيلسوف مهم، وعضو في النظام الدومينيكي.
- ولد الدبلوماسي وعالم التشفير الفرنسي بليز دي فيجينير في المدينة عام 1523.

## روابط خارجية
- الموقع الرسمي باللغة الفرنسية